# Euparkeria
Euparkeria ("el buen animal de Parker", nombrado en honor de W. K. Parker), es un género extinto de reptil arcosauromorfo euparkérido que vivió en África, a principios del periodo Triásico medio, hace aproximadamente entre 247-245 millones de años en la época del Anisiense, de Sudáfrica. 

## Descripción

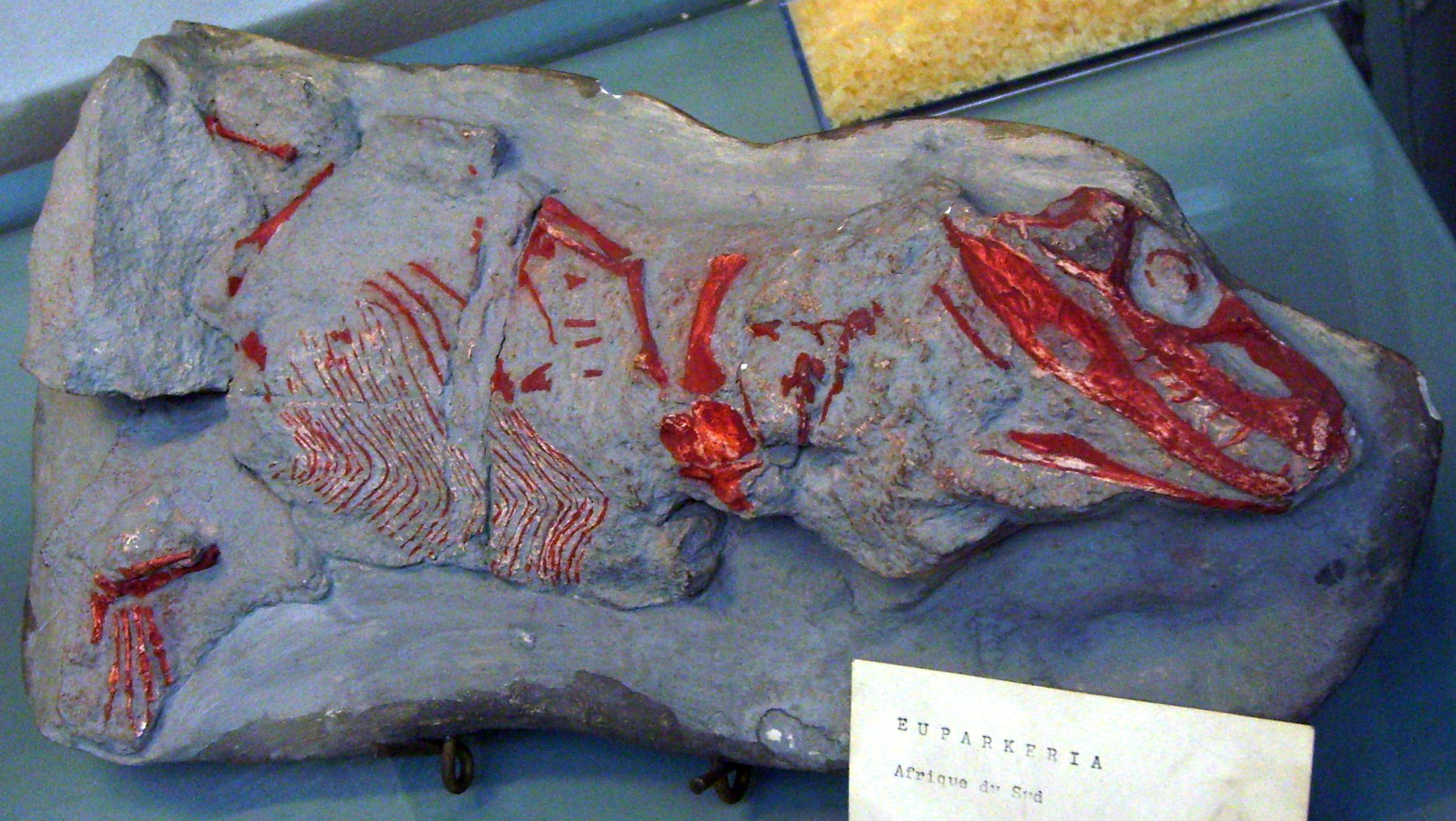
Fósil de Euparkeria, exhibido en el Museo Nacional de Historia Natural de Francia.

Tenía un cuerpo ligero y delgado, una cola larga, y un cráneo pequeño con dientes minúsculos, aciculares. Se alimentaba de insectos y de cualquier otro animal pequeño que pudiese encontrar en el nivel del suelo del bosque, y renovaría periódicamente sus dientes para mantenerlos afilados. Euparkeria era uno de los reptiles más pequeños de su tiempo, alcanzando los adultos un tamaño máximo de cerca de 1 metro. Había muchos depredadores en su medio, así que tuvo que ser veloz. Caminaba en cuatro patas durante la mayor parte del tiempo, pero si precisaba moverse más velozmente, podía alzarse sobre sus patas traseras y moverse en dos patas. Euparkeria tenía piernas traseras relativamente largas, y pudo haber sido semi-bípedo, capaz de moverse con solamente sus piernas traseras al moverse rápidamente (Caroll, 1988).

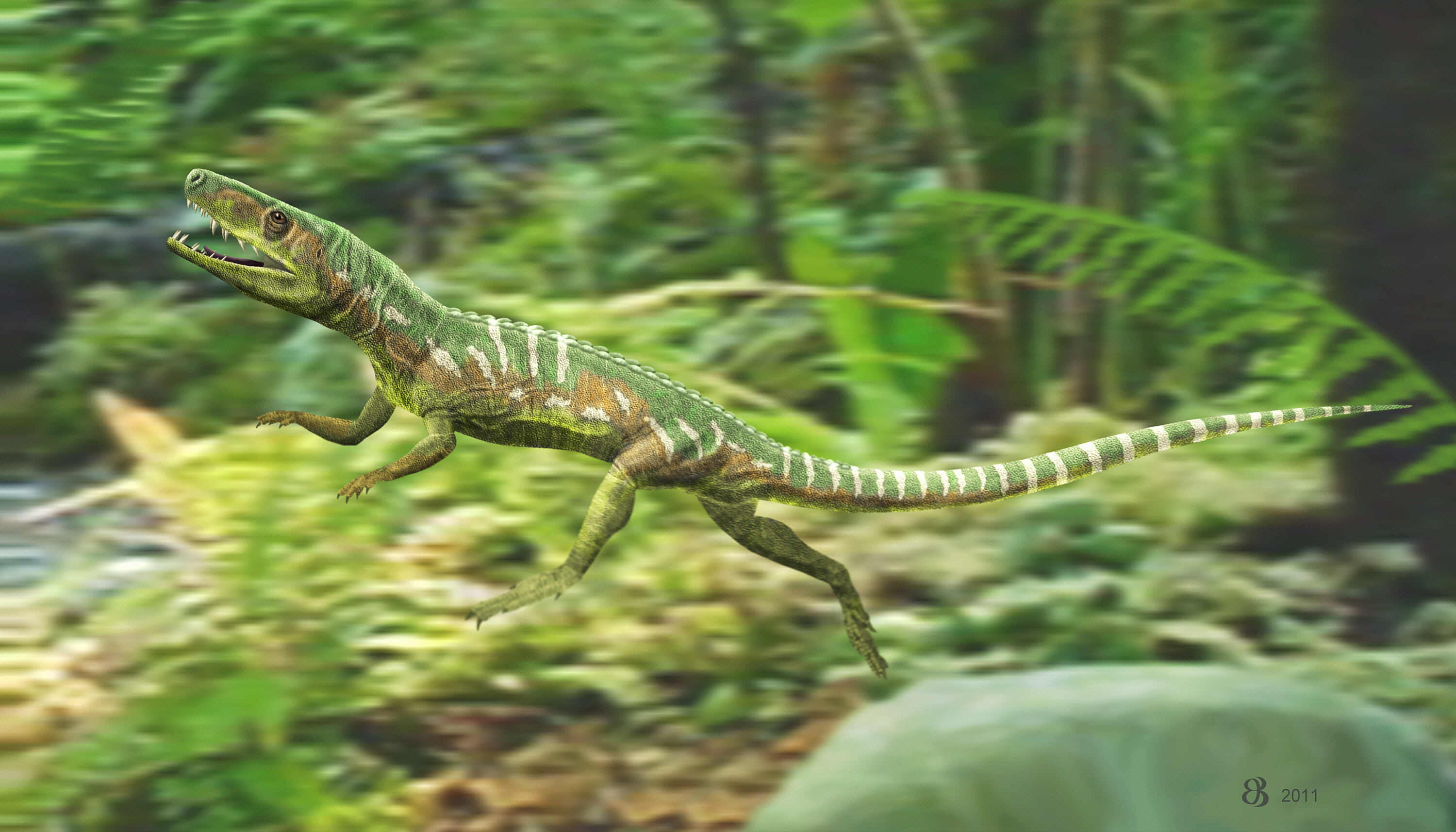
Recreación de Euparkeria en postura bípeda.

Esta tendencia hacia la locomoción bípeda hace de Euparkeria uno de los reptiles más precoces en el movimiento bípedo, una característica que sería conservada en algunos dinosaurios y Crurotarsi tempranos. Por lo que se sabe esta técnica era única para Euparkeria en aquella época, y le habría conferido una gran ventaja. Algunas fuentes creen que hubiera podido ser suficientemente rápido para moverse sobre la superficie del agua de las charcas y de los lagos pequeños, al modo del actual lagarto basilisco. Otro medio alternativo de defensa que tenía Euparkeria era una garra aguda en su pulgar, que podría utilizar en combate cuerpo a cuerpo.

## Historia
Los primeros fósiles fueron encontrados en Sudáfrica en 1913,
 pero especímenes mejor conservados fueron encontrados en 1924. Era un predador bípedo pero no era un dinosaurio, pues hay una interrupción de 10 millones de años entre Euparkeria y los primeros dinosaurios fosilizados, tales como Herrerasaurus que este tenía un cráneo parecido.

## Filogenia
Cladograma resumido de Nesbitt (2011):
|            | Euparkeria                                                  |
|            |                                                             |
| Crurotarsi | \| \| Phytosauria \| \| \| \| \| \| Archosauria \| \| \| \| |
|            | \| \| Phytosauria \| \| \| \| \| \| Archosauria \| \| \| \| |
|            | Phytosauria                                                 |
|            |                                                             |
|            | Archosauria                                                 |
|            |                                                             |

|  | Phytosauria |
|  |             |
|  | Archosauria |
|  |             |

|            | Euparkeria                                                  |
|            |                                                             |
| Crurotarsi | \| \| Phytosauria \| \| \| \| \| \| Archosauria \| \| \| \| |
|            | \| \| Phytosauria \| \| \| \| \| \| Archosauria \| \| \| \| |
|            | Phytosauria                                                 |
|            |                                                             |
|            | Archosauria                                                 |
|            |                                                             |

|  | Phytosauria |
|  |             |
|  | Archosauria |
|  |             |

|            | Euparkeria                                                  |
|            |                                                             |
| Crurotarsi | \| \| Phytosauria \| \| \| \| \| \| Archosauria \| \| \| \| |
|            | \| \| Phytosauria \| \| \| \| \| \| Archosauria \| \| \| \| |
|            | Phytosauria                                                 |
|            |                                                             |
|            | Archosauria                                                 |
|            |                                                             |

|  | Phytosauria |
|  |             |
|  | Archosauria |
|  |             |

|            | Euparkeria                                                  |
|            |                                                             |
| Crurotarsi | \| \| Phytosauria \| \| \| \| \| \| Archosauria \| \| \| \| |
|            | \| \| Phytosauria \| \| \| \| \| \| Archosauria \| \| \| \| |
|            | Phytosauria                                                 |
|            |                                                             |
|            | Archosauria                                                 |
|            |                                                             |

|  | Phytosauria |
|  |             |
|  | Archosauria |
|  |             |

|            | Euparkeria                                                  |
|            |                                                             |
| Crurotarsi | \| \| Phytosauria \| \| \| \| \| \| Archosauria \| \| \| \| |
|            | \| \| Phytosauria \| \| \| \| \| \| Archosauria \| \| \| \| |
|            | Phytosauria                                                 |
|            |                                                             |
|            | Archosauria                                                 |
|            |                                                             |

|  | Phytosauria |
|  |             |
|  | Archosauria |
|  |             |

|            | Euparkeria                                                  |
|            |                                                             |
| Crurotarsi | \| \| Phytosauria \| \| \| \| \| \| Archosauria \| \| \| \| |
|            | \| \| Phytosauria \| \| \| \| \| \| Archosauria \| \| \| \| |
|            | Phytosauria                                                 |
|            |                                                             |
|            | Archosauria                                                 |
|            |                                                             |

|  | Phytosauria |
|  |             |
|  | Archosauria |
|  |             |

|            | Euparkeria                                                  |
|            |                                                             |
| Crurotarsi | \| \| Phytosauria \| \| \| \| \| \| Archosauria \| \| \| \| |
|            | \| \| Phytosauria \| \| \| \| \| \| Archosauria \| \| \| \| |
|            | Phytosauria                                                 |
|            |                                                             |
|            | Archosauria                                                 |
|            |                                                             |

|  | Phytosauria |
|  |             |
|  | Archosauria |
|  |             |

|            | Euparkeria                                                  |
|            |                                                             |
| Crurotarsi | \| \| Phytosauria \| \| \| \| \| \| Archosauria \| \| \| \| |
|            | \| \| Phytosauria \| \| \| \| \| \| Archosauria \| \| \| \| |
|            | Phytosauria                                                 |
|            |                                                             |
|            | Archosauria                                                 |
|            |                                                             |

|  | Phytosauria |
|  |             |
|  | Archosauria |
|  |             |

|            | Euparkeria                                                  |
|            |                                                             |
| Crurotarsi | \| \| Phytosauria \| \| \| \| \| \| Archosauria \| \| \| \| |
|            | \| \| Phytosauria \| \| \| \| \| \| Archosauria \| \| \| \| |
|            | Phytosauria                                                 |
|            |                                                             |
|            | Archosauria                                                 |
|            |                                                             |

|  | Phytosauria |
|  |             |
|  | Archosauria |
|  |             |

|            | Euparkeria                                                  |
|            |                                                             |
| Crurotarsi | \| \| Phytosauria \| \| \| \| \| \| Archosauria \| \| \| \| |
|            | \| \| Phytosauria \| \| \| \| \| \| Archosauria \| \| \| \| |
|            | Phytosauria                                                 |
|            |                                                             |
|            | Archosauria                                                 |
|            |                                                             |

|  | Phytosauria |
|  |             |
|  | Archosauria |
|  |             |

|            | Euparkeria                                                  |
|            |                                                             |
| Crurotarsi | \| \| Phytosauria \| \| \| \| \| \| Archosauria \| \| \| \| |
|            | \| \| Phytosauria \| \| \| \| \| \| Archosauria \| \| \| \| |
|            | Phytosauria                                                 |
|            |                                                             |
|            | Archosauria                                                 |
|            |                                                             |

|  | Phytosauria |
|  |             |
|  | Archosauria |
|  |             |

|            | Euparkeria                                                  |
|            |                                                             |
| Crurotarsi | \| \| Phytosauria \| \| \| \| \| \| Archosauria \| \| \| \| |
|            | \| \| Phytosauria \| \| \| \| \| \| Archosauria \| \| \| \| |
|            | Phytosauria                                                 |
|            |                                                             |
|            | Archosauria                                                 |
|            |                                                             |

|  | Phytosauria |
|  |             |
|  | Archosauria |
|  |             |

|            | Euparkeria                                                  |
|            |                                                             |
| Crurotarsi | \| \| Phytosauria \| \| \| \| \| \| Archosauria \| \| \| \| |
|            | \| \| Phytosauria \| \| \| \| \| \| Archosauria \| \| \| \| |
|            | Phytosauria                                                 |
|            |                                                             |
|            | Archosauria                                                 |
|            |                                                             |

|  | Phytosauria |
|  |             |
|  | Archosauria |
|  |             |

|            | Euparkeria                                                  |
|            |                                                             |
| Crurotarsi | \| \| Phytosauria \| \| \| \| \| \| Archosauria \| \| \| \| |
|            | \| \| Phytosauria \| \| \| \| \| \| Archosauria \| \| \| \| |
|            | Phytosauria                                                 |
|            |                                                             |
|            | Archosauria                                                 |
|            |                                                             |

|  | Phytosauria |
|  |             |
|  | Archosauria |
|  |             |

|            | Euparkeria                                                  |
|            |                                                             |
| Crurotarsi | \| \| Phytosauria \| \| \| \| \| \| Archosauria \| \| \| \| |
|            | \| \| Phytosauria \| \| \| \| \| \| Archosauria \| \| \| \| |
|            | Phytosauria                                                 |
|            |                                                             |
|            | Archosauria                                                 |
|            |                                                             |

|  | Phytosauria |
|  |             |
|  | Archosauria |
|  |             |

|            | Euparkeria                                                  |
|            |                                                             |
| Crurotarsi | \| \| Phytosauria \| \| \| \| \| \| Archosauria \| \| \| \| |
|            | \| \| Phytosauria \| \| \| \| \| \| Archosauria \| \| \| \| |
|            | Phytosauria                                                 |
|            |                                                             |
|            | Archosauria                                                 |
|            |                                                             |

|  | Phytosauria |
|  |             |
|  | Archosauria |
|  |             |

## En la cultura popular

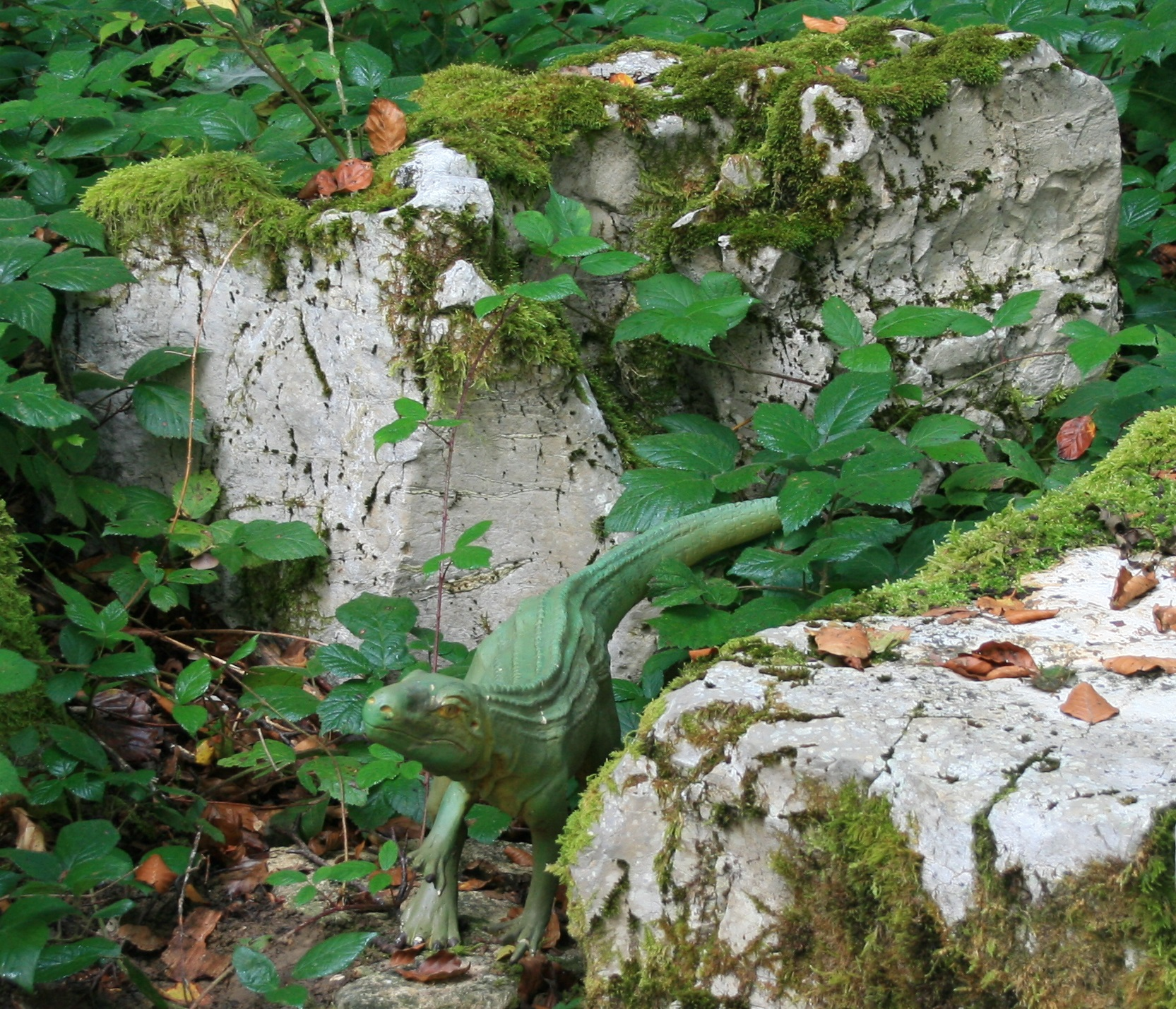
Modelo de un Euparkeria exhibido en un parque Préhisto-parc de Réclère.

Euparkeria ha hecho apariciones en la miniserie de la BBC Caminando con monstruos, donde se menciona que se alimenta de  libélulas también se ve que puede correr y saltar en sus patas traseras debido a la estructura de su cadera. Euparkeria, según el programa, evolucionará hasta originar los primeros dinosaurios, que dominarán la Tierra durante el Mesozoico, mientras los mamíferos vivirán eclipsados por ellos durante muchos millones de años.